# Mesothea incertata
Mesothea incertata är en fjärilsart som beskrevs av Walker 1863. Mesothea incertata ingår i släktet Mesothea och familjen mätare. Inga underarter finns listade i Catalogue of Life.